# Besnyő, Fejér
Besnyő  este un sat în districtul Dunaújváros, județul Fejér, Ungaria, având o populație de 1.777 de locuitori (2011). 

## Demografie
Componența etnică a satului Besnyő
     Maghiari (97,82%)
     Necunoscut (0,95%)
     Alții (1,23%)
Componența confesională a satului Besnyő
     Romano-catolici (37,59%)
     Fără religie (20,2%)
     Reformați (5,63%)
     Atei (1,8%)
     Necunoscută (33,93%)
     Alte religii (1,52%)
Conform recensământului din 2011, satul Besnyő avea 1.777 de locuitori. Din punct de vedere etnic, majoritatea locuitorilor (97,82%) erau maghiari. Apartenența etnică nu este cunoscută în cazul a 0,95% din locuitori. Nu există o religie majoritară, locuitorii fiind romano-catolici (37,59%), persoane fără religie (20,2%), reformați (5,63%) și atei (1,8%). Pentru 33,93% din locuitori nu este cunoscută apartenența confesională.